# Jan Luteijn
J.J. (Jan) Luteijn (Krabbendijke, 4 februari 1960) is een Nederlands politicus en bestuurder. Hij is lid van de SGP.

## Biografie
Voor hij fulltime politicus werd was Luteijn salesmanager bij een vleesgroothandel. In 1994 werd hij gemeenteraadslid in Werkendam en vanaf 1999 was hij daar wethouder. Daarnaast was hij van 2003 tot 2007 lid van de Provinciale Staten van Noord-Brabant. Met ingang van 1 december 2011 volgde zijn benoeming tot burgemeester van Cromstrijen.
Met ingang van 29 oktober 2018 werd Luteijn benoemd tot waarnemend burgemeester van Geertruidenberg. Door een gemeentelijke herindeling werd Cromstrijen opgeheven en tot die tijd combineerde hij het burgemeesterschap in beide gemeenten. Marian Witte begon op 4 oktober 2019 als burgemeester van Geertruidenberg.
Luteijn is per 1 februari 2021 benoemd tot waarnemend burgemeester van Barneveld. Voordat hij begon in Barneveld was hij parttime docent Nederlands in Gouda. Op 9 februari 2023 nam hij afscheid als waarnemend burgemeester van de gemeente Barneveld, waarna Jacco van der Tak het stokje over nam.
Met ingang van 6 maart 2023 werd Luteijn benoemd tot waarnemend burgemeester van Krimpen aan den IJssel, als opvolger van de naar Leidschendam-Voorburg vertrokken Martijn Vroom. Op 15 januari 2025 werd Harriët Westerdijk burgemeester van Krimpen aan den IJssel. Met ingang van 1 april 2025 werd hij benoemd als waarnemend burgemeester van Reimerswaal.
Luteijn is getrouwd en vader van vijf kinderen.